# 슈트라프바트
슈프라트바트(러시아어: штрафбат)는 제2차 세계 대전 당시 붉은 군대가 동부 전선에서 운용하던 죄수부대이다. 슈프라트바트는 1942년 이오시프 스탈린가 명령 제227호를 내린 후 그 수가 증가했으며, "Ни шагу назад!"(한 발자국도 물러서지 마라!)라는 구호로 유명한 명령 제227호에는 독일군에 맞서지 않고 후퇴하는 병사들에게 즉결처분을 비롯한 다양한 처벌 내용이 담겨 있었다. 스탈린은 이 명령에서 독일 국방군 정규군의 기강을 바로잡기 위해 편성된  스트라프바탈리온을 언급하기도 했다.
제2차 세계 대전 기간 동안 소련군은 육군과 공군에서 슈트라프바트를 운용했으며,  육군 부대의 경우 언제나 정규 소련군이 아닌 내무인민위원회의 정치장교가 이들과 동행했다. 슈트라프바트는 스탈린그라드 전투를 비롯한 동부 전선의 여러 전투에서 싸웠으며, 일부 부대는 제2차 세계 대전이 끝나는 1945년까지 운용되었다.

## 같이 보기
- 독전대